# 四国地方を舞台とした作品一覧
四国地方を舞台とした作品一覧（しこくちほうをぶたいとしたさくひんいちらん）では、四国地方を舞台（モチーフ・ロケーション）とした作品について記述する。

## 四国全般
- 浅見光彦シリーズ（小説・テレビドラマ/作 内田康夫）
- アトミックボックス（小説/作 池澤夏樹）
- 憂い顔の童子（小説/作 大江健三郎）
- M/Tと森のフシギの物語（小説/作 大江健三郎）
- ガンバとカワウソの冒険（小説・児童文学・アニメ・映画）
- 気まぐれ列車で行こう 瀬戸内四国スローお遍路旅（文芸・紀行/種村直樹）
- 座頭市海を渡る（映画）
- 四国R-14（テレビドラマ）
- しばてん（童話・小説）
- 瀬戸内海賊物語（映画）
- センゴク（漫画/作 宮下英樹）
- 旅の重さ（小説・映画/作 素九鬼子）
- 伝説シリーズ（小説/作 西尾維新）
- 同時代ゲーム（小説/作 大江健三郎）
- 徳さんのお遍路さん（旅番組）
- 十津川警部シリーズ（小説・テレビドラマ/作 西村京太郎）
- 夏草の譜（小説/作 司馬遼太郎）
- 日本百名山（髄質・紀行）
- 花の百名山（田中澄江）
- 宮之原警部シリーズ（小説・テレビドラマ/作 木谷恭介）
- 村上海賊の娘（小説・漫画）
- 名物!たびてつ友の会（漫画/作 山口よしのぶ）
- ロード88（映画）

## 愛媛
- 愛媛県を舞台とした作品一覧を参照

## 香川
- 香川県を舞台とした作品一覧を参照

## 高知
- 高知県を舞台とした作品一覧を参照

## 徳島
- 徳島県を舞台とした作品一覧を参照